# Кременчук Інвест
«Кременчуцький центр міжнародних зв’язків та економічного розвитку міста «Кременчук Інвест» - комунальне підприємство, засноване Кременчуцькою міською радою Полтавської області Кременчуцька міська рада.

## Історія

### Створення підприємства
Кременчук – місто, яке інтенсивно розвивається, це індустріальна  столиця Полтавської області (Україна).
XXI сесія VI скликання Кременчуцької міської ради, яка відбулася 26 червня 2012 року, ухвалила рішення «Про затвердження міської програми залучення інвестицій та економічного розвитку м. Кременчук на 2013-2015 роки».
Ця ж сесія міської ради іншим своїм рішенням створила комунальне підприємство «Кременчуцький центр міжнародних зв’язків та економічного розвитку міста «Кременчук Інвест» [Архівовано 5 жовтня 2013 у Wayback Machine.].

### Мета створення КП "Кременчук Інвест"
- Розвиток міжнародного співробітництва міста;
- Пропагування економічного, промислового та культурного потенціалу міста Кременчук;
- Проведення форумів, круглих столів, конференцій та зустрічей з тематики залучення інвестицій у м. Кременчук;
- Розробка та впровадження інвестиційних проектів та програм;
- Налагодження співпраці з міжнародними інституціями;
- Створення «інвестиційного листа» у web-форматі;
- Пошук іноземних інвесторів та сприяння іноземним інвесторам у реалізації інвестиційних проектів на території м. Кременчук.

### Види діяльності підприємства
- Розробка та впровадження міських та регіональних проектів, направлених на розвиток міжнародного співробітництва, залучення інвестицій, організація конференцій, семінарів, круглих столів, ділових та навчальних поїздок, проведення «фокус-груп» з важливих питань економічного розвитку міста;
- Організація навчальних поїздок та стажувань спеціалістів (лікарів, вчителів, аспірантів, журналістів, працівників комунальної сфери та інших) в Україні і за її межами;
- Розповсюдження серед потенційних інвесторів та ділових партнерів інформації про інвестиційну та фінансову привабливість міста;
- Підготовка та забезпечення ознайомчих візитів офіційних делегацій м. Кременчук за кордон, та аналіз результативності візитів;
- Розробка та організація виробництва промоційної і рекламної продукції про місто;
- Розробка програм туристичної привабливості м. Кременчука;
- Інші види діяльності, що не заборонені чинним законодавством України.

### Структура підприємства
Підприємство розподіляє свою діяльність на два основних напрямки:
- Напрямок залучення інвестицій та економічного розвитку міста    (заступник директора Бедрацький Павло Валерійович)
- Напрямок міжнародного протоколу та розвитку побратимських зв’язків міста.

### Керівництво
Згідно з розпорядженням Кременчуцького міського голови № 32 - Р від 20 липня 2012 року, директором призначено:
Мельника Андрія Васильовича
Бедрацький Павло Валерійович з листопада 2019 року – в.о. директора Інституту розвитку Кременчука, з серпня 2021 року – директор Інституту розвитку Кременчука

Згідно з наказом № 98-ВК від 07.10.2014 р. Першим Заступником директора призначено Бедрацького Павла Валерійовича;
Згідно з наказом № 47-ВК від 30.11.2016 р. Заступником директора з проектної діяльності призначено Шабалу Ірину Анатоліївну.

## Індустріальний парк «ЦЕНТРАЛЬНИЙ»
26 червня 2013 року XXXIII сесією Кременчуцької міської ради VI скликання було прийнято рішення Про створення Індустріального парку «ЦЕНТРАЛЬНИЙ» в м. Кременчук. Це рішення було прийнято згідно з Рішенням Кременчуцької міської ради Про затвердження Концепції індустріального парку «ЦЕНТРАЛЬНИЙ» в м. Кременчук від 25.12.2012 року  [Архівовано 4 жовтня 2013 у Wayback Machine.], з метою забезпечення економічного розвитку та підвищення конкурентоспроможності території, активізації інвестиційної діяльності, створення нових робочих місць, розвитку сучасної виробничої та ринкової інфраструктури міста Кременчук та відповідно ст.ст. 5, 14 Закону України «Про індустріальні парки». [Архівовано 4 жовтня 2013 у Wayback Machine.].
Рішення Про створення Індустріального парку «ЦЕНТРАЛЬНИЙ» в м. Кременчук передбачає:
1. Створити Індустріальний парк «ЦЕНТРАЛЬНИЙ» на строк 50 років у м. Кременчук (Північний промисловий район м. Кременчук, площа 168,55 га).
2. Доручити управлінню економіки виконавчого комітету Кременчуцької міської ради Полтавської області спільно з комунальним підприємством «Кременчуцький центр міжнародних зв'язків та економічного розвитку міста „Кременчук Інвест“» протягом трьох календарних днів подати до уповноваженого державного органу копію рішення про створення індустріального парку «ЦЕНТРАЛЬНИЙ» в м. Кременчук та концепцію індустріального парку «ЦЕНТРАЛЬНИЙ» в м. Кременчук з метою включення його до Реєстру індустріальних парків та отримання державної підтримки, передбаченої розділом VIII Закону України «Про індустріальні парки». [Архівовано 4 жовтня 2013 у Wayback Machine.]
3. Контроль за виконанням цього рішення покласти на першого заступника міського голови Погрібного А. М., постійну депутатську комісію з питань промисловості, будівництва, транспорту та зв'язку (голова комісії Балим О. І.).

Територія індустріального парку розділена на п'ять секторів: Сектор 1 — «Hi-Tech» (машинобудування)
Сектор 2 — «Logistics» (логістика)
Сектор 3 — «TechnoPolis» (ІТ технології та електроніка)
Сектор 4 — «EcoLife» (резервний сектор)
Сектор 5 — «Energetics» (альтернативна енергетика)

## Партнери
Виконавчий комітет Кременчуцької міської ради  [Архівовано 21 вересня 2013 у Wayback Machine.];
Департамент економічного розвитку Полтавської облдержадміністрації  [Архівовано 8 жовтня 2013 у Wayback Machine.];
Полтавський регіональний центр з інвестицій та розвитку (керівник Лєта Дмитро Володимирович);
ТОВ Регіональний експертно-консалтинговий центр «Полтаваконсалтинг» (директор Волков Костянтин Едуардович).